# Mosura
Mosura (jap. モスラ Mosura; angielski tytuł: Rebirth of Mothra) – japoński film typu kaijū z 1996 roku w reżyserii Okihiro Yonedy.

## Informacje ogólne
To siódmy film wytwórni Tōhō, znanej z filmów o Godzilli, w którym pojawia się gigantyczna ćma – Mothra. Był to reboot opowieści o Mothrze i pierwszy z serii trzech filmów o tym potworze wyprodukowanych w drugiej połowie lat 90.
Kolejnymi częściami były: Mosura 2 – Kaitei no daikessen z 1997 i Mosura 3: Kingu Gidora raishu z 1998 roku.
Reżyserem filmu jest Okihiro Yoneda, a film powstał na podstawie scenariusza, którego autorami byli Tomoyuki Tanaka i Masumi Suetani. Nadzór nad produkcją pełnił Hiroaki Kitayama. Efekty specjalne są dziełem Koichiego Kawakity.
Film został w całości nakręcony w Japonii.
Japońska premiera filmu odbyła się 14 grudnia 1996, poza Japonią film był skierowany na rynek video – w Stanach Zjednoczonych pojawił się jako Rebirth of Mothra 3 sierpnia 1999.

### Budżet i wpływy
Szacowany budżet filmu wyniósł ok. 1 mld jenów (ok. 10 mln dolarów) i w samej Japonii przyniósł dochód przekraczający koszty. Amerykańskim dystrybutorem był TriStar Pictures, część Sony Pictures Home Entertainment.
Popularność produkcji w Japonii sprawiła, że w kolejnych latach wyprodukowane dwie kolejne części.
9 września 2014 ukazała się rynku amerykańskim nowa edycja Blue Ray/DVD zawierająca wszystkie trzy filmy serii: Mosura, Mosura 2 – Kaitei no daikessen oraz Mosura 3: Kingu Gidora raishu jako Rebirth of Mothra I, II i III – w ramach Toho Godzilla Collection.

### Oceny
W serwisie Rotten Tomatoes Mosura zdobywa 47%, na IMDb ma ocenę 6,0.

## Fabuła
Reboot opowieści o Mosurze (Mothrze), gigantycznej ćmie. Pojawiający się tu potwór jest dzieckiem oryginalnej Mothry. Tylko ona może powstrzymać może siejącego spustoszenie Desghidoraha (ang. Death Ghidorah) zbudzonego z długowiecznego snu podczas masowego wyrębu lasów. Podobnie jak w większości produkcji Mothra jest „dobrym” potworem stojącym na straży przyrody i pomaga ludziom ze znacznie gorszym przeciwnikiem.
Oprócz Mothry i Desghidoraha w filmie pojawiają się jeszcze inne potwory, m.in.: Garu i Leo Fairy.

## Obsada
W filmie wystąpili:

- Megumi Kobayashi – Moll
- Sayaka Yamaguchi – Lora
- Kazuki Futami – Taiki Goto
- Maya Fujisawa – Wakaba Goto
- Aki Hano – Belvera
- Kenjirō Nashimoto – Yuichi Goto
- Hitomi Takahashi – Makiko Goto
- Nagare Hagiwara – Yoshinori Tagawa
- Hiroko Tanaka – Madoka Shiraishi
- Kyokei Arakawa – Masayuki Kichijoji
- Akira Terao – doktor
- Sudo Mariko – stewardesa
- Mizuho Yoshida – Desghidorah